# Niujski jezik
Niujski jezik (niue, niuean, “niuefekai”; ISO 639-3: niu), jedan od dva tonganska jezika šire polinezijske skupine kojim se služi blizu 8000 ljudi. Niujski se govori na otoku Niue (2030; 1998.), ali je znatan broj na Novom Zelandu (5688; popis 1976.); Kukovom otočju (23; 1966.); Tongi (27; 1966.) i SAD-u. 
Etnička grupa zove se Niujci. Srodan je tonganskom [ton]. Pismo: latinica.

## Vanjske poveznice
- Ethnologue (14th)
- Ethnologue (15th)